# Hed PE
Hed PE é uma banda de rap metal/new metal norte-americana, formada em Huntington Beach, Califórnia em 1994. A banda possui um estilo musical designado de "G-punk". Inicialmente a banda possuía uma fusão de punk rock e hip hop, mas têm também elementos de heavy metal, reggae, entre outros.
Após editarem três álbuns sob o selo da Jive Records, a banda assina contrato com a Suburban Noize Records em 2006. Até à data já editaram sete álbuns de estúdio, um ao vivo e uma compilação.

## História

### Formação e estreia (1994-1999)
A banda foi formada pelo rapper Jared Gomes, conhecido como "M.C.U.D." (MC Underdog), e pelo guitarrista Wes Geer, que tornaram-se amigos atravé do panorama hardcore punk de Orange County. Gomes e Geer recrutaram o guitarrista Chizad, o baixista Mawk, o baterista B.C. Vaught e o DJ Product © 1969. Deram o nome de "Hed", que significa "educação superior". A banda foi-se construindo com atuações locais, e com o lançamento do EP, Church of Realities. Questões legais forçaram a mudar o seu nome, adicionando "PE" que significa "Planeta Terra".
Hed PE assinou contrato com a Jive Records, lançando o seu álbum de estreia homónimo em 1997.

### BrokeeBlackout(2000-2004)
A 6 de Junho de 2000, a banda participou no álbum tributo Nativity in Black II, fazendo a cover da faixa da banda Black Sabbath "Sabbra Cadabra". Lançaram então o segundo álbum de estúdio, Broke a 22 de Agosto de 2000. O disco atingiu o nº 63 da Billboard 200, enquanto o primeiro single "Bartender" atingiu o nº 23 da Billboard Mainstream Rock Tracks e o nº 27 do Modern Rock Tracks.
A 27 de Outubro de 2000, Gomes foi preso por posse de marijuana quando a banda estava a atuar em Waterbury, Connecticut. Foi depois solto com uma fiança de 1500 dólares. Em 2001, Hed PE atuaram no Ozzfest juntamente com Korn, Static-X e System of a Down,  além do Rock am Ring daquele ano. Um vídeo da música "Killing Time" que era o segundo single de Broke, foi produzido para a promoção do filme 3000 Miles to Graceland, que serviu de banda sonora.
A banda lança o seu terceiro álbum de estúdio, Blackout, a 18 de Março de 2003. Atingiu o nº 33 da Billboard 200, enquanto a faixa de mesmo nome atingiu o nº 21 da Mainstream Rock Tracks e o nº 32 da Modern Rock Tracks. O guitarrista Jaxon junta-se à banda no final de 2003, sendo o quarto elemento a ocupar o seu lugar.

### Only in Amerika (2005)
A banda deixou a gravadora Jive Records, e editaram o seu quarto álbum, Only in Amerika, sob o selo da Koch Records a 19 de Outubro de 2004. O disco atingiu o nº 20 do Top Independent Albums e o nº 186 da Billboard 200.

### Suburban Noize Records (2006-2010)
Em 2006, a banda assinou contrato com a Suburban Noize Records, lançando o seu quinto álbum de estúdio, Back 2 Base X.  O disco era para ser um regresso às origens do rock, diferentes dos lançamentos anteriores. O álbum foi lançado a 6 de Junho de 2006, no mesmo dia em que foi editado a compilação The Best of (həd) Planet Earth, produzido pela Jive Records sem a autorização e consentimento da banda. Back 2 Base X atingiu o nº 12 do Top Independent Albums, o nº 154 do Top Internet Albums e o nº 154 da Billboard 200.
A 26 de Junho de 2007, a banda edita o sexto álbum de estúdio, Insomnia. O disco atinge o nº 16 do Top Independent Albums e o nº 138 da Billboard 200. O single "Suffa", tornou-se numa das músicas mais pedidas da Sirius Satellite Radio Hard Attack, enquanto o vídeoclip foi votado num dos Top 10 de 2007 na MTV Headbangers Ball. A banda edita o seu primeiro álbum gravado ao vivo, The D.I.Y. Guys, em 2008.
A 13 de Janeiro de 2009, lançam o seu sétimo álbum de estúdio, New World Orphans. Foi lançado em três formatos diferentes, todos eles com diferentes faixas bónus. Igualmente em 2009, o baterista Trauma junta-se à banda, sendo o sexto elemento nessa posição.

### EvolutionandForever!(2014–2019)
A banda posteriormente assinou com a Pavement Music. Em uma entrevista de 2012, o vocalista Jared Gomes afirmou que seu álbum de 2013 intitulado Ascension seria lançado no primeiro semestre de 2014. No final de 2013, DJ Product deixou a banda misteriosamente sem nenhuma explicação e nenhum comentário dos outros membros. Em 1º de janeiro de 2014, Gomes afirmou no Facebook oficial da banda que o novo álbum se chamará "Evolution" e será lançado dentro de um ano.
Em 13 de maio de 2014, na página oficial da banda no Facebook, eles divulgaram o anúncio oficial de quando o novo álbum da banda, Evolution, chegará às lojas. O álbum tem lançamento previsto para 22 de julho de 2014. Eles também divulgaram um teaser do tom do novo álbum em sua página do Facebook e, em seguida, a faixa "One More Body".

### Stampede!(2019–presente)
Em 21 de junho, a banda lançou um novo álbum de 10 faixas intitulado "Stampede!", que foi conhecido por se distanciar do estilo de seus álbuns anteriores através da inclusão de auto-tune em muitas das faixas.

## Estilo e influências
A banda possui um estilo musical designado de "G-punk", inspirado no termo usado para descrever o estilo "G-funk". A música da banda é uma fusão de estilos entre o hip hop, reggae, punk rock, hardcore punk e o heavy metal. Por vezes a banda é descrita como rap rock, mas os membros não se consideram como parte desse género.
Das banda como referência, estão Beastie Boys, Black Sabbath, Bob Marley, Led Zeppelin, Nine Inch Nails, The Notorious B.I.G. e Rage Against the Machine.
O segundo disco Broke, incorpora o rock clássico e a world music como principais influências, enquanto Back 2 Base X possui o punk de bandas como Sex Pistols e The Clash, Insomnia inclui o thrash metal de bandas como Slayer, e o disco New World Orphans é influenciado por Suicidal Tendencies e Minor Threat. O guitarrista Jaxon foi encorajado a tornar a sonoridade mais pesada, mais hardcore punk.

## Membros

### Atuais
- Vocal - Jared Gomes
- Guitarra - Jaxon
- Baixo - Mawk
- DJ - Product
- Bateria - Trauma

### Antigos
- Guitarra - Wesstyle
- Guitarra - Sonny Mayo
- Guitarra - Chizad
- Bateria - Devin Lebsack
- Bateria - Moke
- Bateria - Bc Vaught
- Bateria - Christopher Hendrich
- Teclados - The Finger
- Vocal De Apoio - Tilo
- Baixo - Alfunction
- Bateria - Tiny Bubz

## Discografia

### Álbuns de estúdio
- '1997' - Hed Planet Earth
- '2000' - Broke
- '2003' - Blackout
- '2005' - Only In Amerika
- '2006' - Back Two Base X
- '2007' - Insomnia
- '2009' - New World Orphans
- '2010' - Truth Rising
- 2016 - Forever (TBA)

### Ao vivo
- '2008' - The Diy Guys

### Compilações
- 2006 - The Best Of Hed Planet Earth

### Eps
- 1995 - Church Of Realities
- 2009 - Truth